# ساوت مورنوویا آیلند (کالیفرنیا)
ساوت مورنوویا آیلند (به انگلیسی: South Monrovia Island) یک منطقهٔ مسکونی در ایالات متحده آمریکا است که در شهرستان لس‌آنجلس، کالیفرنیا واقع شده‌است. ساوت مورنوویا آیلند ۱٫۴۱۹ کیلومتر مربع مساحت و ۶٬۷۷۷ نفر جمعیت دارد و ۱۱۷٫۰۴ متر بالاتر از سطح دریا واقع شده‌است.